# Claude Margat
Claude Margat, né le 24 juillet 1945 à Rochefort et mort le 30 novembre 2018 à La Rochelle, est un poète, essayiste, romancier et peintre français.

## Biographie
Claude Margat, après des études supérieures en philosophie et en musique découvre à l'âge de 25 ans le Livre de la voie et de la vertu de Lao-Tseu qui sera une révélation. Imprégné de culture chinoise, et surtout de taoïsme, proche de Bernard Noël, de François Cheng et de Yolaine Escande, il a été plusieurs fois missionné en Chine dans le cadre des échanges culturels entre les deux pays.
Il peint de grands paysages à l'encre de Chine depuis 1990, notamment des marais de Rochefort où il est né et a longtemps vécu.
Il décède le 30 novembre 2018 à La Rochelle.

## Publications
- Regard dedans (tirage tête avec Olivier Debré), 1985, éd. Unes
- Chère chair, nouvelles, ill. J.M. Barreaud, éd. Emérance[Quand ?]
- Le Monte-Charge, roman, éd. Écriture[Quand ?]
- Pour ne plus en finir avec vous, poème, avec la peintre Colette Deblé, éd. La Chouette Diurne, Nice[Quand ?]
- Épitaphe à J.M. Loustaunou, poème (livre d'artiste), éd. Le vent refuse[Quand ?]
- Le Passant Extatique (livre d'artiste), éd. Le vent refuse[Quand ?]
- Tracé sur l'éclair, avec Jacqueline Merville, éd. Le vent refuse[Quand ?]
- Courbé mais droit (livre d'artiste), avec Jacqueline Merville, éd. Le vent refuse[Quand ?]
- Shi Shi Wu Nian Fa Jie, entretien avec J.P. Auxeméry, éd. de la Médiathèque de Poitiers, 2004
- Appel du Vide, poème, avec le peintre Philippe Amrouche, éd. Emerance[Quand ?]
- Exorcismes, essai sur l'action de peindre, 1998, éd. Hesse
  - édition revue et corrigée in En marge d'une vie[Quand ?]
- Chant de l'Arbre d'or, poème avec le peintre Philippe Amrouche, éditions Emérance[Quand ?]
- Poussière du Guangxi (journal de voyage) coll. « Sur la trace des peintres lettrés en Chine », mars 2004, éd. La Différence
- L’Horizon des cent pas, essai (livre abondamment illustré), éd. La Différence, 2005
- Daoren (l’Homme du Tao), essai, éd. La différence, 2009
- Matin de silence, poème, éd. l'Escampette, 2011
- Divin Capital, fable, éd. Libertaires, 2011
- Verticale, poème avec une calligraphie de l'auteur, éd. Une[Quand ?]
- Vers le ciel, poèmes, avec le peintre G. Guintrand, éd. Unes[Quand ?]
- Rêves de plume, avec une encre originale de l'auteur, éd. de L'Attentive[Quand ?]
- Vision dans le silence, essai poétique, éd. Unes (tirage de tête avec J. Ferrand)[Quand ?]
- Questions de mots, entretiens avec Bernard Noël, éd. Libertaires[Quand ?]
- Je contemplais, poème, éd. Unes[Quand ?]
- Ménagerie, roman, éd. Flammarion[Quand ?]
- Ce que la langue continue, poèmes, éd. JM Laffont, 1981
- Tous les jours, roman, éd. Flammarion, 1985
- Toi, tu marcheras devant, essai poétique, avec Jean-Luc Parant, éd. Apsara chez l'auteur, 1984
- Quelque chose, poèmes, éd. Les petites allées, 2014
- L'homme qui marchait avec moi, roman, éd. de La Différence, mai 2014
- En marge d'une vie, essai illustré sur un parcours personnel du Dao (voie) de l'écriture et de la peinture, préface de Bernard Noël, éd. l'Atelier du grand tétras, 2016
- L'Enseignement du vide et de la mort, éd. Libertaires, 2017
- Par la peau (livre d'artiste avec le peintre J. Ferrand), éd. Les petites allées, 2018
- L'Échappée chinoise (conversations avec Olivier Desgranges), préface de Bernard Noël, Éditions du Canoë, 2019

## Reconnaissance
- Prix Madeleine La Bruyère 2013 de l'Académie de Saintonge pour Matin de silence, et pour l'ensemble de son œuvre.